# Dool (groupe)
Pour les articles homonymes, voir Dool.
Dool est un groupe néerlandais de doom metal, originaire de Rotterdam. Le nom du groupe est néerlandais et est l'impératif du verbe dolen (errer).

## Histoire

### Débuts (2015–2018)
Dool est formé en 2015 par Raven van Dorst (anciennement Ella Bandita), le bassiste Job van de Zande et le batteur Micha Haring (tous deux anciennement The Devil's Blood) et les deux guitaristes Nick Polak et Reinier Vermeulen. Le groupe se fait connaître du public néerlandais lors d'une prestation au Roadburn Festival en 2016, suivie d'un contrat d'enregistrement avec le label allemand Prophecy Productions,.
Leur premier album Here Now, There Then est produit par Pieter Kloos et publié le 17 février 2017, duquel sont extraits les singles Oweynagat et She Goat sortis en 2016, et Vantablack et Golden Serpents sortis en 2017. L'album obtient une place modeste dans le classement d'albums néerlandais, mais atteint la 46e place dans le classement des albums allemands, et est récompensé par le magazine allemand Metal Hammer comme meilleur premier album de l'année. Au printemps 2017, Dool fait une tournée européenne en première partie du groupe de folk rock polonais Me and That Man. Durant l'été, ils font leur propre tournée en tête d'affiche et se produisent au MetalDays. Un an plus tard, Dool joue aux festivals Graspop Metal Meeting, Wacken Open Air, With Full Force, FortaRock et Autumn Moon.
Le premier single Oweynagat n'obtient aucun succès, mais est sélectionné dans l'émission radio néerlandaise Snob 2000 depuis 2019.

### Love Like BloodetSummerland(depuis 2019)
Le 17 mai 2019 sort l'EP Love Like Blood, comprenant une reprise de la chanson de Killing Joke et deux enregistrements live de She Goat et In Her Darkest Hour issus de la performance au Rock Hard Festival 2018. Dool joue au Hellfest en France en 2019. Reinier Vermeulen quitte ensuite le groupe. Son successeur était Omar Iskandr, avec qui Dool enregistre son deuxième album studio Summerland. L'album est produit par Martin Ehrencrona et sort le 10 avril 2020. Les singles Sulphur and Starlight et Wolf Moon sont publiés auparavant.
Selon Raven van Dorst, il n'y a pas eu de tentative d'écrire des hits radiophoniques : « les chansons durent parfois huit minutes, dix minutes, donc on ne peut pas les passer à la radio. » Le magazine allemand Rock Hard choisit Summerland comme album du mois et reçoit la note maximale de dix de la part du rédacteur en chef Boris Kaiser.
Summerland entre dans la liste des albums allemands à la neuvième place. Le magazine en ligne allemand laut.de place Summerland à la sixième place dans sa liste des 25 meilleurs albums de metal de l'année. La tournée d'accompagnement doit être annulée en raison de la pandémie de Covid-19. Cependant, en février 2021, les téléspectateurs néerlandais sont surpris par une version live de la chanson Wolf Moon dans l'émission On Stage de la VPRO. En septembre 2021, Dool part encore en tournée, jouant dans divers festivals et salles de concert dans huit pays européens.

## Discographie
- 2017 : Here Now, There Then (147e aux Pays-Bas[12], et 46e des charts allemands[4])
- 2019 : Love Like Blood (EP)
- 2020 : Summerland (9e en Allemagne[9])
- 2023 : Visions of Summerland (Live at Arminius Church Rotterdam)
- 2024 : The Shape of Fluidity